# L'Energia (Sabadell)
L'Energia és una obra noucentista de Sabadell (Vallès Occidental) inclosa a l'Inventari del Patrimoni Arquitectònic de Catalunya.

## Descripció
Situada al costat de la carretera de Molins de Rei, nau de planta rectangular i coberta a dues vessants a dos nivells. Les dues façanes més estretes tenen l'acabament en arc apuntat, dins del qual hi ha quatre obertures, de gran simplicitat. En una de les façanes laterals hi ha tres xemeneies adossades. A banda i banda de l'edifici hi ha construccions annexes, d'una planta i coberta plana.

## Història
A l'Arxiu Històric Municipal de Sabadell hi ha documentada la data de sol·licitud del permís d'obres (3 d'abril del 1911), així com la data de la concessió, el 5 d'octubre del mateix any. (Datació per font)